# Sắc lạp

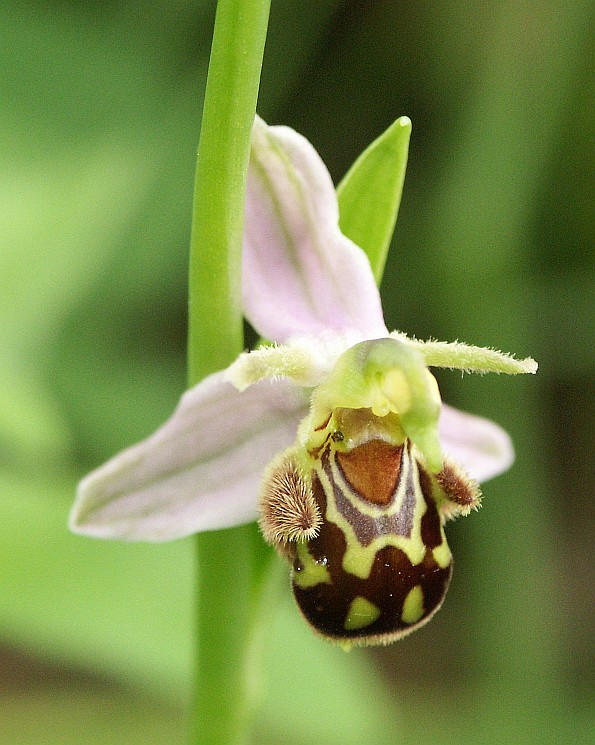
Những màu sắc trên cánh và đài hoa phong lan ong được quy định bởi một bào quan chuyên hóa trong tế bào thực vật, gọi là sắc lạp.

Sắc lạp (tiếng Anh: chromoplast) là lạp thể, loại bào quan không đồng nhất có vai trò tổng hợp và lưu trữ sắc tố trong những tế bào nhân thực. Người ta cho rằng sắc lạp cũng như tất cả những lạp thể khác bao gồm lục lạp và vô sắc lạp đều có nguồn gốc từ vi khuẩn nhân sơ nội cộng sinh.

## Chức năng
Sắc lạp có mặt trong hoa, quả, rễ, các lá già và bị stress; chịu trách nhiệm hình thành màu sắc cho những bộ phận trên. Điều này luôn liên đới với một quá trình gia tăng tích lũy một lượng lớn sắc tố carotenoid. Sự chuyển hóa từ lục lạp thành sắc lạp trong trái chín là một ví dụ điển hình cho quá trình trên.
Bào quan này thường tìm thấy trong các mô trưởng thành (đủ chín) và có nguồn gốc từ những lạp thể trưởng thành trước đó. Quả và hoa là hai cơ quan phổ biến nhất xảy ra sự tổng hợp carotenoid, cùng với một số phản ứng khác như tổng hợp đường, tinh bột, lipid, các hợp chất thơm, vitamin và hormone. DNA lục lạp và DNA sắc lạp giống hệt nhau. Nhưng có một sự khác biệt tinh tế giữa hai loại DNA đã được phát hiện sau khi phân tích sắc ký lỏng của sắc lạp cà chua, tiết lộ rằng DNA của chúng có gia tăng nhiều hơn số lượng quá trình metyl hóa base cytosine.
Sắc lạp tổng hợp và lưu trữ những sắc tố như carotene cam, xanthophyll vàng và đa dạng nhiều loại sắc tố đỏ. Như vậy, sự sai khác trong màu sắc sắc lạp phụ thuộc vào việc chúng đang chứa đựng những sắc tố nào. Mục đích tiến hóa chính của sắc lạp có lẽ là để hấp dẫn côn trùng thụ phấn cho hoa và ăn những quả mọng rực rỡ, hỗ trợ phát tán hạt giống. Tuy vậy, chúng cũng được tìm thấy trong những củ cà rốt hay khoai lang nằm dưới lòng đất. Sắc lạp cho phép tích lũy một lượng lớn các hợp chất không tan trong nước, trái với những thành phần tích nước còn lại trong cơ thể thực vật.
Khi những chiếc lá đổi màu vào màu thu, đó cũng là lúc xảy ra sự thiếu hụt diệp lục và lộ ra những lớp nền sắc tố carotenoid có từ trước. Trong trường hợp này, tương đối ít carotenoid được tổng hợp mới. Những sự kiện biến đổi trên trong hệ thống sắc tố lạp thể có liên quan đến hiện tượng già hóa lá, hơi khác biệt so với quá trình chuyển hóa thành sắc lạp tích cực hơn quan sát thấy trong hoa và quả.
Có một số loài thực vật hạt kín chứa ít hoặc không chứa carotenoid. Trong những trường hợp này, các lạp thể hiện diện trong cánh hoa gần như tương tự sắc lạp và thỉnh thoảng không thể phân biệt bằng mắt thường. Ngoài ra, còn xuất hiện một số sắc tố khác như anthocyanin và flavonoid định vị trong không bào tế bào, chịu trách nhiệm cho những màu sắc khác.
Thuật ngữ "sắc lạp" (chromoplast) đôi khi được sử dụng để bao hàm bất kỳ lạp thể nào chứa sắc tố, trọng tâm là muốn nhấn mạnh sự khác nhau giữa sắc lạp và vô sắc lạp—loại lạp thể không mang bất cứ sắc tố nào. Với ý nghĩa này, lục lạp có lẽ là một loại đặc biệt của sắc lạp. Nhưng trên thực tế, thuật ngữ "sắc lạp" vẫn được dùng để biểu thị những lạp thể chứa những sắc tố khác, hơn là bao gồm cả diệp lục của lục lạp.

## Cấu trúc và phân loại
Sử dụng kính hiển vi quang học quan sát sắc lạp, ta có thể phát hiện những đặc điểm khác nhau và dựa vào đó để phân loại chúng thành bốn loại chính. Loại thứ nhất bao gồm chất nền stroma thấm protein và những hạt nội chất lơ lửng. Loại thứ hai tạo ra từ các tinh thể protein và những hạt sắc tố vô định hình. Loại thứ ba gồm có protein và sắc tố kết tinh. Còn loại thứ tư chỉ là một dạng sắc lạp chứa các tinh thể đơn thuần. Với kính hiển vi điện tử, ta thậm chí có thể nhận biết được nhiều điều hơn, cho phép khám phá những cấu trúc nền móng bên trong như các giọt lỏng, tinh thể, màng, chuỗi sợi và ống dẫn. Những kết cấu nền móng này trong sắc lạp lại không thể tìm thấy trong những lạp thể trưởng thành mà nó phát sinh từ đó.
Sự hiện diện, tần số cũng như những khám phá về cấu trúc nền móng sắc lạp sử dụng kính hiển vi điện tử đã dẫn đến một hệ thống phân loại cao hơn, chia sắc lạp thành năm nhóm chính: sắc lạp giọt lỏng, sắc lạp tinh thể, sắc lạp chuỗi sợi, sắc lạp ống dẫn và sắc lạp màng. Bên cạnh đó, người ta còn phát hiện những loại khác nhau của sắc lạp có thể chung sống trong cùng một cơ quan xác định. Sắc lạp trong quả xoài thuộc nhóm sắc lạp giọt lỏng, còn củ cà rốt lại là sắc lạp tinh thể.
Mặc dù một số sắc lạp dễ dàng phân loại, nhưng thực tế vẫn tồn tại những loại sắc lạp khác nhau mang những đặc tính từ nhiều nhóm khiến cho chúng khó khăn hơn trong việc phân định. Sắc lạp cà chua tích lũy carotenoid phần lớn dưới dạng tinh thể lycopene định vị trên những cấu trúc tấm màng, do đó loại sắc lạp này có thể thuộc cả hai nhóm tinh thể lẫn màng.

## Tiến hóa
Lạp thể là hậu duệ của vi khuẩn lam, một sinh vật nhân sơ có khả năng quang hợp, được hòa hợp vào những tế bào nhân thực sơ khai của tảo và thực vật, hình thành nên một mối quan hệ nội cộng sinh. Tổ tiên lạp thể đã tiến hóa đa dạng thành nhiều loại khác nhau, trong đó có sắc lạp. Lạp thể cũng sở hữu một hệ gen riêng và một số có khả năng tự tổng hợp một tỷ lệ nhỏ các protein của mình.
Mục đích tiến hóa chính của sắc lạp là để hấp dẫn động vật và côn trùng thụ phấn cho hoa cũng như hỗ trợ phân tán hạt giống. Những màu sắc tươi sáng thường được sản xuất bởi sắc lạp, bên cạnh một số cách khác. Nhiều loài thực vật đã xây dựng mối quan hệ cộng sinh với một loài thụ phấn duy nhất. Trong tương tác này, màu sắc có thể là một yếu tố then chốt trong việc xác định loài thụ phấn nào sẽ viếng thăm bông hoa tương ứng, nghĩa là mỗi màu sẽ chỉ thu hút một loài thụ phấn đặc hiệu đơn nhất. Những hoa màu trắng hay có xu hướng thu hút bọ cánh cứng, còn ong thường bị hấp dẫn bởi hoa tím và xanh dương, và bướm thì hay lôi cuốn bởi những màu ấm như vàng và cam.

## Nghiên cứu
Sắc lạp không được khảo sát một cách rộng rãi và hiếm khi là trọng tâm chính trong lĩnh vực nghiên cứu khoa học. Chúng chỉ thường có vai trò trong những nghiên cứu về cây cà chua (Solanum lycopersicum). Trong đó, sắc tố lycopene chịu trách nhiệm cho màu đỏ của quả cà chua chín, trong khi màu vàng của hoa lại tạo bởi xanthophyll violaxanthin và neoxanthin.
Quá trình sinh tổng hợp carotenoid xảy ra ở cả sắc lạp và lục lạp. Trong sắc lạp hoa cà chua, sự tổng hợp carotenoid được quy định bởi các gen Psyl, Pds, Lcy-b và Cyc-b. Những gen này, cùng với một số gen khác, có vai trò trong quá trình hình thành nên các phân tử sắc tố carotenoid ở những cơ quan và cấu trúc khác nhau. Ví dụ, một nồng độ gen Lcy-e cao trong lá chứng tỏ có xảy ra quá trình sản xuất carotenoid lutein.
Những bông hoa trắng trên cây cà chua là một "tác phẩm" di truyền của alen lặn. Người ta ít khi muốn trông thấy chúng bởi vì loại hoa này có tỷ lệ thụ phấn thấp hơn. Việc thiếu đi những sắc tố vàng trong cánh hoa và bao phấn bông trắng là do một đột biến tại gen CrtR-b gây phá vỡ con đường sinh tổng hợp carotenoid. Mặc dù theo một nghiên cứu cho biết sắc lạp vẫn còn hiện hữu trong những cánh hoa này.
Toàn bộ quá trình hình thành sắc lạp vẫn chưa thể hoàn toàn hiểu rõ ở mức độ phân tử. Tuy nhiên, kính hiển vi điện tử đã phát hiện một phần của sự chuyển hóa từ lục lạp thành sắc lạp. Trong đó, quá trình chuyển hóa bắt đầu với sự kiện tu bổ hệ thống nội màng bằng cách ly giải các chồng grana và phiến gian thylakoid. Một hệ thống màng mới được hình thành trong một phức hợp màng có tổ chức gọi là đám rối thylakoid (thylakoid plexus). Những màng mới là nơi cấu tạo nên các tinh thể carotenoid. Những màng này hoàn toàn được tổng hợp mới, không có nguồn gốc từ hệ thống thylakoid cũ mà lại bắt nguồn từ những túi nang tách ra từ màng trong lạp thể. Trong quá trình này, sự thay đổi sinh hóa rõ ràng nhất chính là sự ức chế biểu hiện những gen tham gia quá trình quang hợp, dẫn đến hệ quả sụt giảm nồng độ diệp lục và chấm dứt hoàn toàn hoạt động quang hợp.
Trong cam, sự tổng hợp carotenoid và tiêu biến diệp lục làm cho màu sắc của quả thay đổi từ xanh sang vàng. Màu cam quả cam chỉ thực sự xuất hiện khi được tác động nhân tạo (làm lạnh hay ủ chín), lúc đó diệp lục hoàn toàn lặn đi và bộc lộ màu cam vàng tự nhiên của sắc lạp quả cam.
Cam Mỹ Citris sinensis L là một loài cam canh tác rộng rãi ở bang Florida. Vào mùa đông, vỏ cam Mỹ đạt được màu cam tối ưu, rồi lại trở về màu xanh trong mùa xuân và mùa hè. Ban đầu, người ta nghĩ rằng sắc lạp là giai đoạn cuối cùng trong tiến trình phát triển lạp thể, thì đến 1966, sắc lạp được minh chứng là có khả năng chuyển hóa ngược thành lục lạp, đây chính là nguyên nhân khiến quả cam có thể chuyển từ màu cam trở về màu xanh.